# Municipal'noe obrazovanie Dvinskoe
La Municipal'noe obrazovanie Dvinskoe (in russo Муниципальное образование «Двинское»?) è un insediamento rurale del Cholmogorskij rajon, situato nell'Oblast' di Arcangelo, nella Russia nordoccidentale. Il suo centro amministrativo è il villaggio di Dvinskoj. Al 2011, la popolazione dell'insediamento era di 1.124 abitanti.

## Insediamenti
- Dvinskoj
- Lipovik